# Wiramastra
Wiramastra is een bestuurslaag in het regentschap Banjarnegara van de provincie Midden-Java, Indonesië. Wiramastra telt 2552 inwoners (volkstelling 2010).